# Pedra Mani

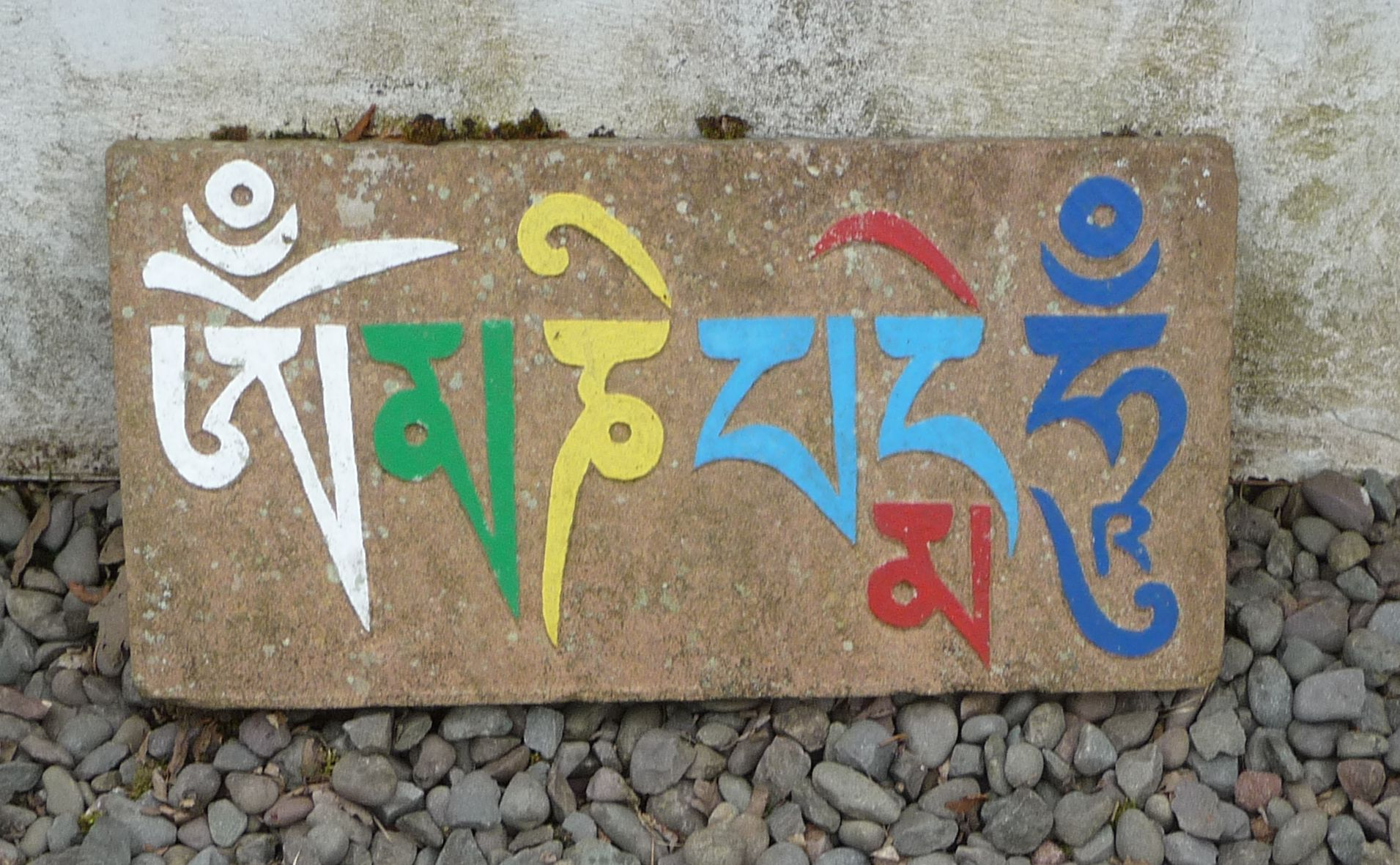
Pedra Mani a Eskdalemuir.

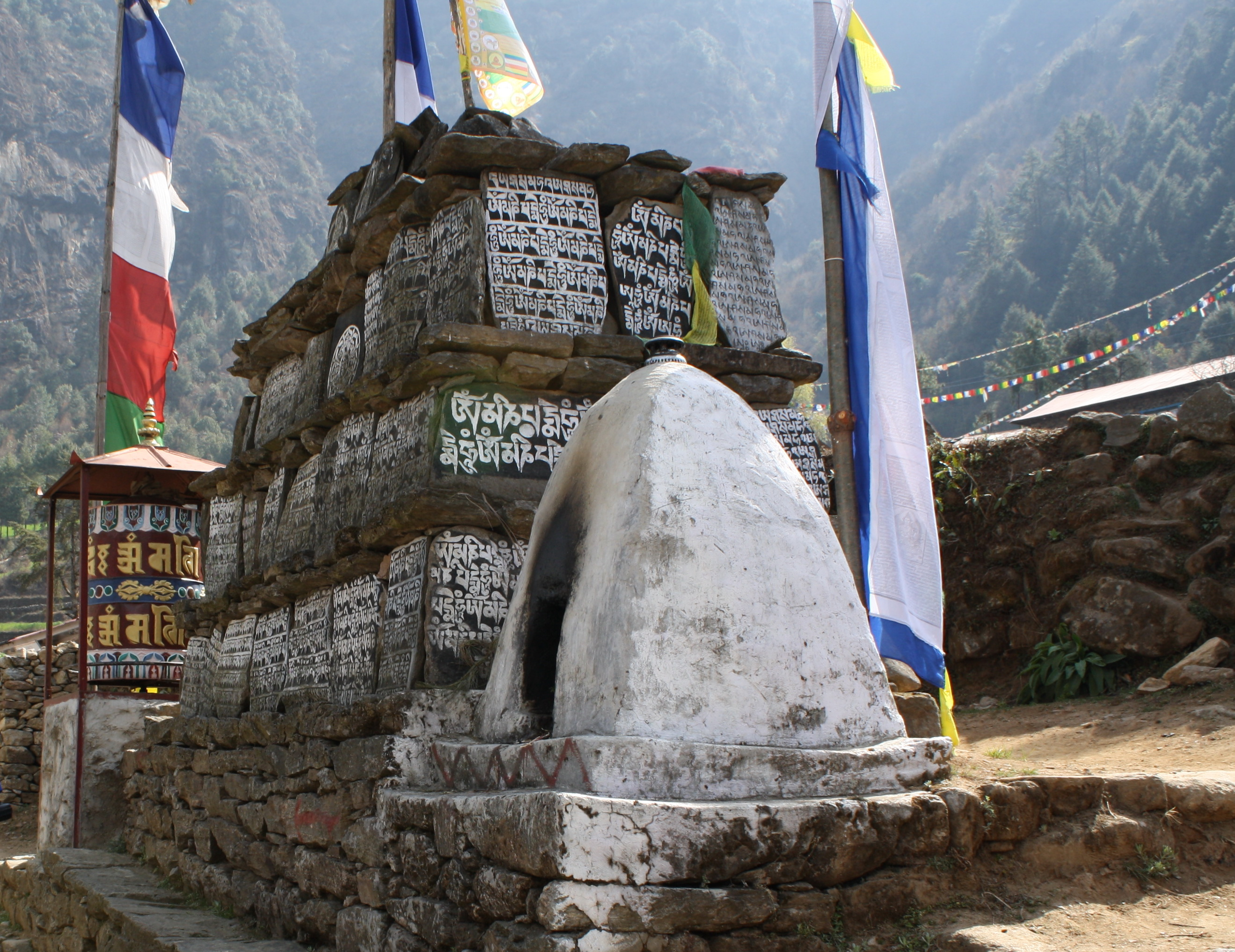
Pedres Mani prop de Phakding (Nepal).

Les pedres Mani són pedres planes, roques o còdols, amb inscripcions amb el mantra de sis sil·labes d'Avalokiteshvara (Om mani padme hum; d'aquí prové el nom de pedra Mani), com a forma d'oració dins el budisme tibetà. El terme pedra de Mani també es pot usar, en sentit general per a referir-se a qualsevol pedra en la qual s'hi inscriu qualsevol mantra o disseny devocionari. Les pedres Mani es col·loquen al llarg de les vores dels camins, carreteres, i rius; també es poden posar apilades formant petites muntanyes o fins i tot parets o murs de relativa llargària. Això es fa com a pregària als esperits, com a preparació per a la futura vida després de la reencarnació o com a protecció contra els mals auguris. La creació i talla de les pedres com a procés devocionari o intencional és una sadhana tradicional de pietat a yidam. Les pedres Mani són també una forma de cintamani.

## El significat de l'Om mani padme hum
El significat literal del mantra és «que la joia salvi el lotus». La primera paraula, Om, simbolitza els cossos, les ments i la parla impurs dels practicants; així com el cos, la ment i la parla pures d'un Buda. Mani significa joia i simbolitza els factors del mètode: intenció altruista de practicar la compassió i l'amor. Padme -que significa lotus- simbolitza la saviesa. L'última paraula indica indivisibilitat. Per tant, el mantra sencer indica que la unió indivisible de mètode i saviesa pot transformar el cos, ment i parla impurs d'hom en el cos, ment i parla purs d'un Buda.

## Murs Mani
Al llarg dels camins de les regions sota la influència del budisme tibetà, s'hi troben les parets o murs Mani. Aquestes estructures de pedra són una compilació de taules de pedra tallades de forma intricada, la majoria amb la inscripció del mantra Om Mani Padme Hum, que es tradueix literalment en «que la joia salvi el lotus». Aquestes parets han de passar-se o sortejar-se des del costat esquerre, en el sentit de les agulles del rellotge, en la direcció de la Terra i l'univers, segons la doctrina budista.
Algunes vegades són a prop d'un temple, i de vegades completament aïllats. Els murs poden variar des d'uns pocs metres fins a un quilòmetre de llarg i un o dos metres d'alçada. Les parets estan construïdes amb runes, sorra i pedres gravades amb escriptura tibetana.

## Galeria

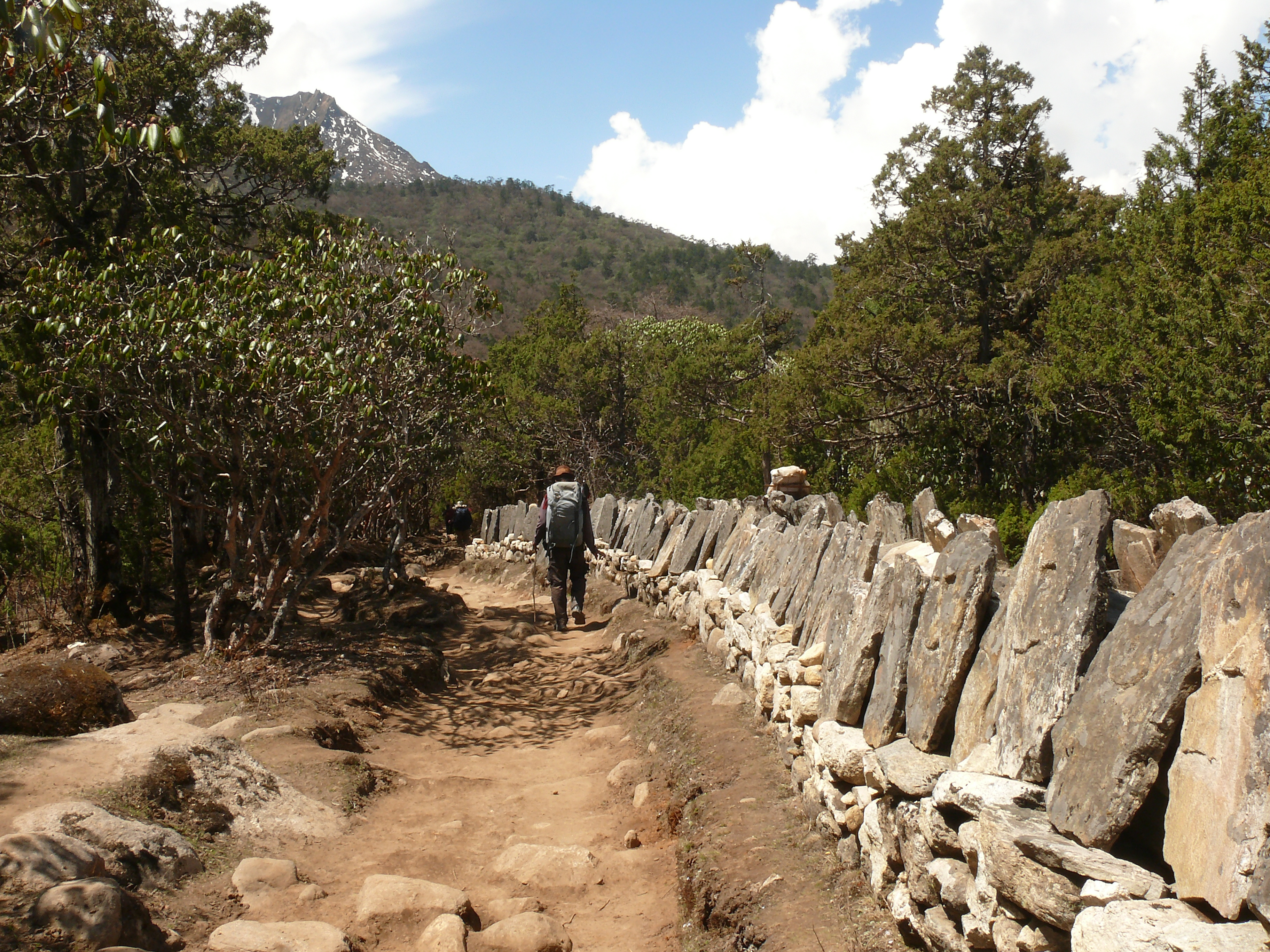
Pedres Mani en un camí proper a Milinggo.
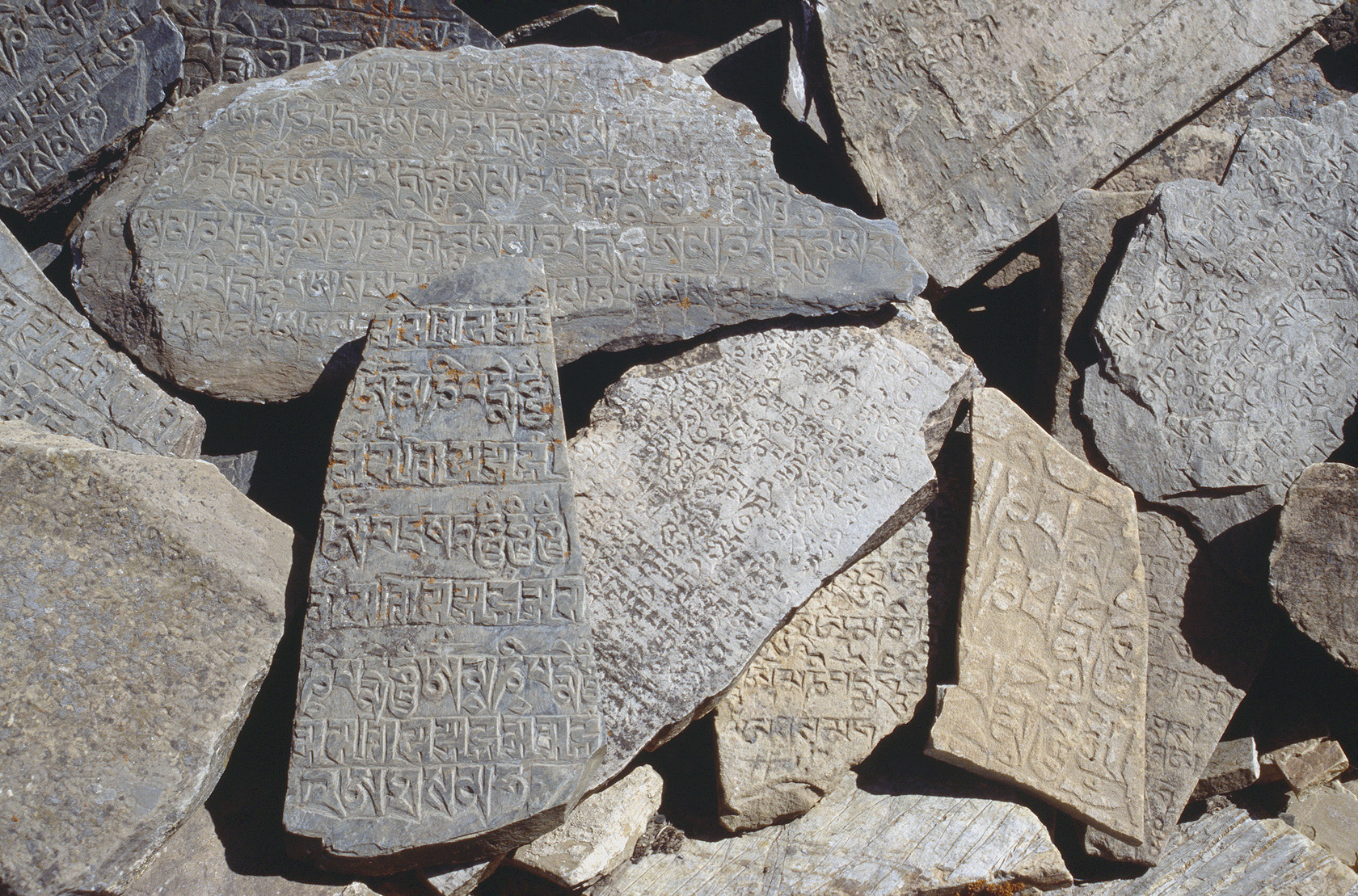
Pedres Mani a l'Annapurna II.
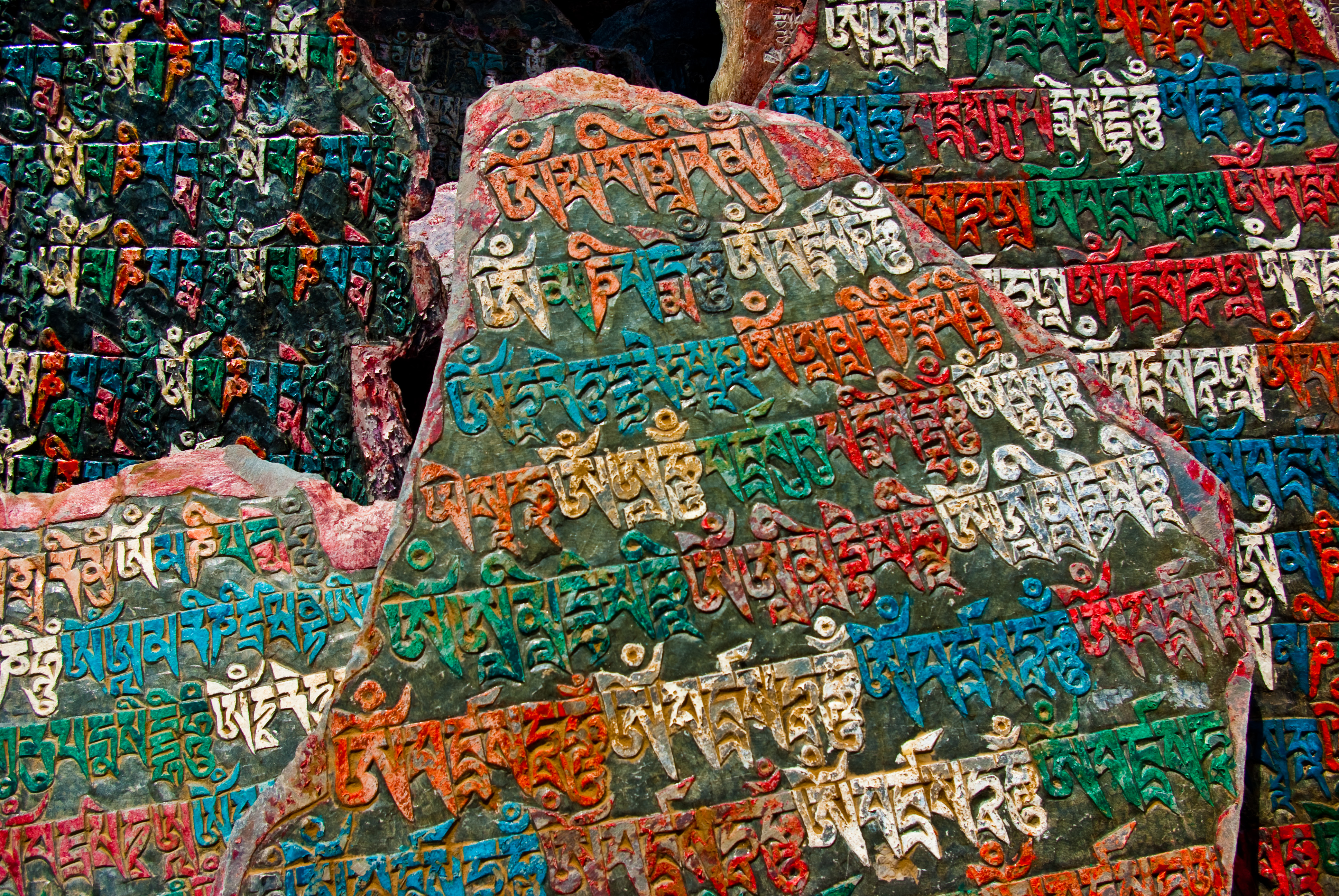
Pedres Mani pintades en color.
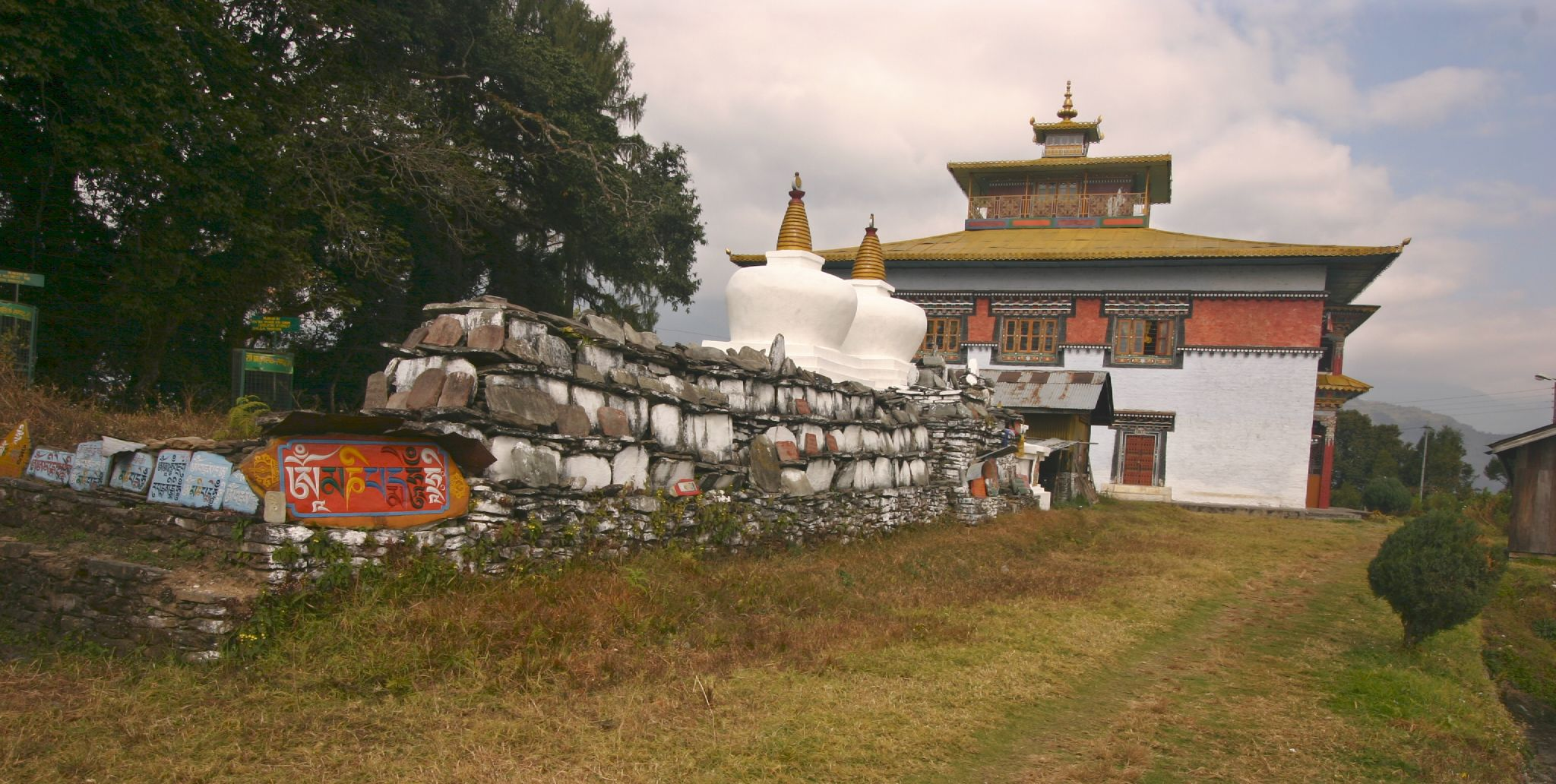
Mur de pedres Mani a l'exterior del monestir Tashiding.
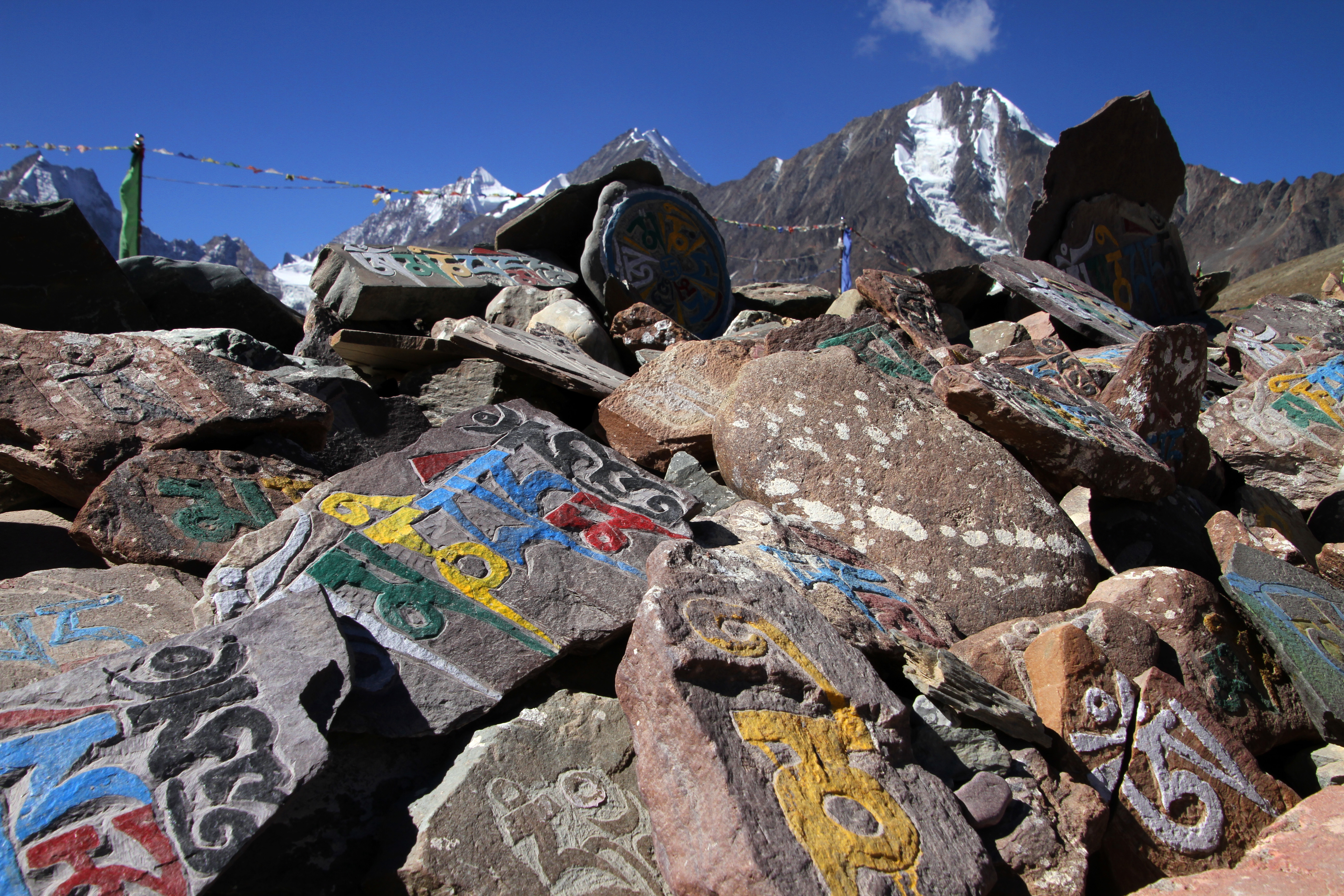
Pedres Mani.
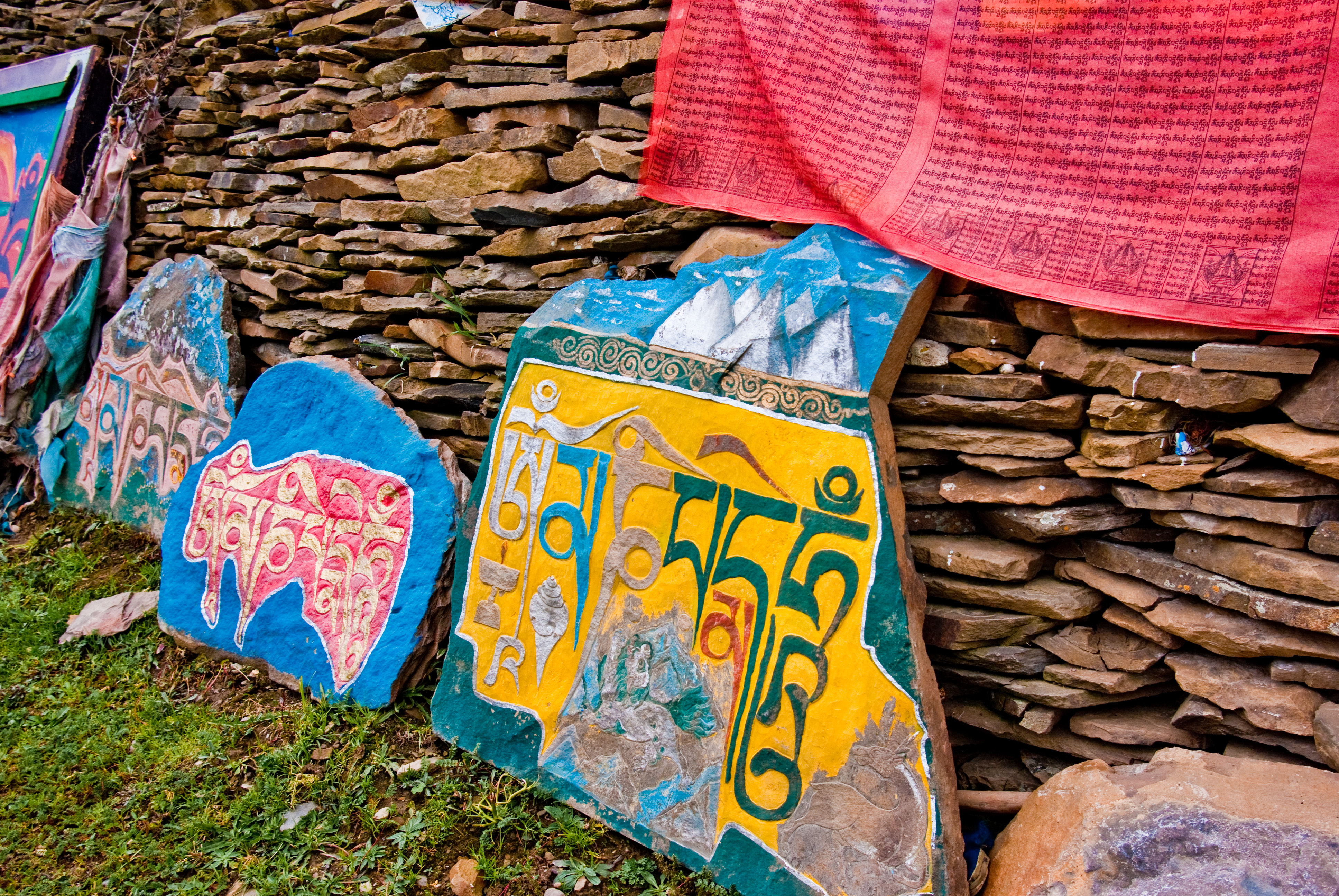
Pedres Mani recolzades en un mur.